# Ou de pagès

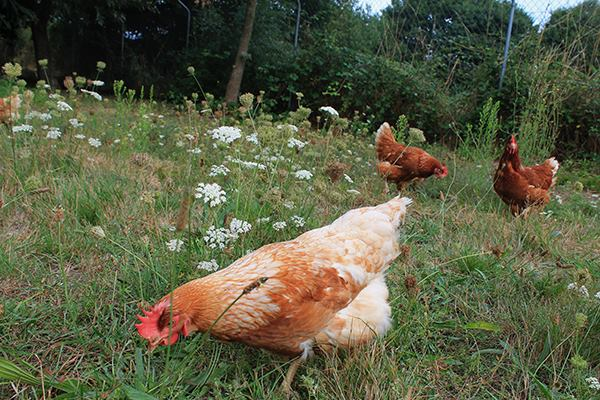
Gallines en llibertat de Pazo de Vilane, Antas de Ulla.

Comparació de l'espai entre gallines en gàbia (dalt) versus a l'aire lliure (baix)

L'ou de pagès (o pagés) o ou de gallina criada a l'aire lliure és l'ou que prové de gallines que viuen en llibertat. Les aus d'eixe tipus de granges ixen a l'aire lliure a picotejar, furgar i fer-se banys d'arena i cada una disposa de fins a quatre metres quadrats per a caminar. El galliner és el lloc on s'alimenten i dormen durant la nit. Este tipus de criança avícola es troba considerada dins de la certificació de felicitat animal com a "gallines felices".
La diferència fonamental de l'ou de pagès respecte de l'ou convencional és que les gallines poden eixir dels corrals a caminar i a menjar pastures fresques. Les aus criades en llibertat obtenen més nutrients de la naturalesa, que es traslladen a les persones que consumixen l'ou de gallines criades a l'aire lliure.
El rovell de l'ou de pagès presenta un color més intens; aporta la tercera part del pes total de l'ou i la seua funció biològica és la d'aportar nutrients i calories, així com la vitamina A, tiamina i ferro. El color groc del rovell no prové del β-caroté (color taronja d'algunes verdures) sinó de les xantofil·les que la gallina obté de l'alfals i dels diversos grans de cereals.
L'ou de pagès només és equiparable a l'ecològic, ja que l'única diferència entre tots dos és la catalogació del pinso com a ecològic, amb el qual s'alimenten les gallines.
En l'actualitat, es realitzen diversos estudis orientats a investigar la composició nutricional de l'ou de gallines criades a l'aire lliure i ous i ecològics, ja que en principi, s'afirma que és idèntica a la dels convencionals.
No obstant això, són molts els investigadors que asseguren que la falta de sol, la falta de moviment i l'estrès de l'animal repercutixen en la qualitat de l'ou que ponen. En eixe sentit, un grup d'investigadors de la Unitat de Toxicologia del Departament de Ciències Clíniques de la Universitat de Las Palmas de Gran Canaria han publicat un treball de recerca en el qual estudien la influència del modo de producció dels ous en la ingesta diària de contaminants.

## Etiquetatge i numeració
L'ou de pagès porta imprés en la closca el número 1, segons els diferents sistemes de cria de les gallines lloques en les granges de la Unió Europea i la seua identificació en l'etiquetatge de l'ou. D'eixa manera s'assegura que l'ou de gallines criades a l'aire lliure prové d'aus que tenen un galliner on s'allotgen i descansen i corrals en els quals poden córrer.
Després d'eixe número van dos lletres: són el codi de l'estat membre on es troba la granja en què s'ha produït i després una sèrie de dígits que identifiquen la granja en cada estat (varien en longitud i caràcters a cada país).